# THE FUTURE
『THE FUTURE』是EXILE SHOKICHI的首張專輯。2016年4月27日於日本發行。

## 收錄曲

### Disc1（CD）
1. Machine Gun Funk 
作詞：SHOKICHI / 作曲：SKY BEATZ、SHOKICHI
2. Rock City feat. SWAY & Crystal Kay 
作詞：SHOKICHI・SWAY / 作曲：Jonathan Yip、Jeremy Reeves、Ray Romulus、Ray McCullough、Travis Garland
3. You are Beautiful 
作詞：SHOKICHI  / 作曲：UTA、SHOKICHI
4. Freaky Cheeky
作詞：SAKURA、SHOKICHI / 作曲：T.Kura、SAKURA、SHOKICHI
  - 第三張單曲收錄的歌曲。
5. The One
作詞：SHOKICHI / 作曲：SUNNY BOY、SHOKICHI
  - 第三張單曲主打歌曲。。
  - リクルート「本月的ゼクシィ」廣告歌、朝日電視台系『お願い!ランキング』2014年10月份結尾曲
6. Don't Stop the Music
作詞：SHOKICHI / 作曲：SUI、SIRIUS、BIG-F
  - 第三張單曲主打歌曲。
  - 日本電視台]『スッキリ!!』2015年7月份結尾曲
7. IGNITION
作詞：SHOKICHI、Amon Hayashi / 作曲：SHOKICHI、Amon Hayashi、NAOtheLAIZA
  - 第三張單曲主打歌曲。
  - 映画『玩命快遞：肆意橫行』日本版主題曲[2]
8. A 
作詞：SHOKICHI 　作曲：Harvey Mason Jr.、Mike Daley、Tesung Kim、Andrew Choi
9. 遠雷
作詞：SHOKICHI / 作曲：Harvey Mason Jr.、Chaz Jackson、Orlando Williamson、Tesung Kim、Andrew Choi
  - 出道單曲收錄的歌曲。
10. Anytime feat. CRAZYBOY
作詞：SHOKICHI・CRAZYBOY / 作曲：NAKKID、SHOKICHI
  - 第三張單曲收錄的歌曲。
11. Loveholic feat. DOBERMAN INFINITY
作詞：SHOKICHI、KUBO-C、GS、P-CHO、SWAY、KAZUKI / 作曲：Amon Hayashi for Digz, Inc. Group 、NAOtheLAIZA
  - 第二張單曲收錄的歌曲。
  - ANGFA「Scalp-D」廣告歌
12. Without You (Interlude)
作詞：SHOKICHI / 作曲：SKY BEATZ、SHOKICHI
13. Missing You - Remix  / THE SECOND from EXILE
作詞：SHOKICHI / 作曲：SKY BEATZ、FAST LANE、SHOKICHI
14. 青の日々
作詞：SHOKICHI/ 作曲：SHOKICHI、D&H
  - 第四張單曲收錄的歌曲。
15. HERE WE GO
作詞：SHOKICHI  / 作曲：SKY BEATZ、SHOKICHI、DEXPISTOLS
  - 第二張單曲收錄的歌曲。
16. [BACK TO THE FUTURE (EXILE SHOKICHI單曲)|THE ANTHEM feat. DOBERMAN INC, SWAY, ELLY]]
作詞：SHOKICHI、DOBERMAN INC、SWAY、ELLY / 作曲：NAKKID、SHOKICHI、DOBERMAN INC、SWAY、ELLY
  - 出道張單曲收錄的歌曲。
17. BACK TO THE FUTURE feat. VERBAL & SWAY
作詞：SHOKICHI、VERBAL、SWAY / 作曲：SIRIUS、BIG-F
  - 出道張單曲的主打歌曲。
  - 朝日電視台『お願い!ランキング』2014年5月份結尾曲
18. Future
作詞：SHOKICHI / 作曲：T-SK、SHOKICHI

### Disc2（DVD / Blu-ray Disc）
1. BACK TO THE FUTURE feat. VERBAL & SWAY -Music Video-
2. The One -Music Video-
3. Don't Stop the Music -Music Video-
4. IGNITION -Music Video-
5. Rock City feat. SWAY & Crystal Kay -Music Video-
6. Documentary Movie

## 備註
1. ↑  . rhythm zone. rhythm zone. 2016-03-01  [2016-03-01]. （原始内容存档于2019-07-01）.
2. ↑  . 音楽ナタリー. 2015-08-27  [2015-08-27]. （原始内容存档于2015-08-28）.

## 外部連結
- EXILE SHOKICHI「THE FUTURE」 SPECIAL WEBSITE（页面存档备份，存于）
- YouTube上的EXILE SHOKICHI / 『THE FUTURE』 Special DJ Mix